# 浦和フットボール通信
浦和フットボール通信（うらわフットボールつうしん、Urawa Football Funzine）は、埼玉県さいたま市で発行されているフリーペーパー形式の同人誌（ファンジーン）である。

## 概要

### 経緯
Jリーグ・浦和レッドダイヤモンズ（浦和レッズ）の本拠地のさいたま市では、2006年、財団法人さいたま市産業創造財団が主催するさいたま市ニュービジネス大賞で、村田要 、椛沢佑一の2名が提案した『「レッズフリーペーパー「浦和フットボール通信」〜街とレッズを虹色にするフリーペーパー〜」』の企画がコミュニティビジネス賞の奨励賞を受賞した。これを契機に2007年2月、さいたま市のインキュベーションシステム（新事業設立支援制度）を利用して「浦和フットボール通信社」が設立され、村田が代表取締役、椛沢が編集長にそれぞれ就任した。事務所はさいたま市浦和区の「インキュベータ案産館」内に置かれた。
2007年3月2日には、「埼玉師範学校の全国制覇から70年目のキックオフ」という宣言文が巻頭に掲載された創刊号が発行され、翌3日のJリーグ2007年シーズン開幕戦には、浦和レッズの主催試合が行われる埼玉スタジアムの最寄り駅にあたる浦和美園駅前などでの街頭配布も開始された。以後、現在まで月刊誌として、原則として毎月1日の発行が続けられている。なお、AFCチャンピオンズリーグの準々決勝、浦和レッズ－全北現代モータース戦に先立ち、2007年9月にはSpecial（特集）号が発行された。

### 内容
当初の企画書、あるいは創刊号の宣言文でうたわれた通り、サッカー、特に浦和レッズが話題の中心となっている 。1ヶ月間の浦和レッズの成績や試合内容、さらに今後の展望に関する意見や提案、相手チーム本拠地への応援観戦ツアー参加の募集など、主にサポーターからの視点を中心にした提言や情報提供がなされている。
浦和フットボール通信ではサッカー以外のタウン情報も取り上げているが、通常のタウン情報誌とは違い、あくまでも「サッカーを中心とした地域文化の形成」という視点の維持が主眼に置かれ、その方針の元に浦和駅前や北浦和駅前などの商店街紹介、浦和レッズを除く浦和地域のサッカーチーム（高校・少年など）の動向情報が紹介されている。なお、同誌を持参した客に対して割引サービスなどを実施する紹介店舗がある点では一般タウン情報誌との共通性も見られる。
定期連載コラムの執筆陣には、当初は朝日新聞の論説委員を務め現在もテレビ朝日系の報道番組「スーパーJチャンネル」に出演する轡田隆史が加わっていた。轡田は埼玉県立浦和高等学校サッカー部出身で、浦和フットボール通信では「サッカーを中心とした街作り」についての提言を続けた。また、現在はサッカーを含め幅広い社会評論を行う小田嶋隆が連載を続けている。
なお、さいたま市にはJリーグ加盟クラブとして、浦和レッズと同じ1部（ディビジョン1）に所属する大宮アルディージャがあるが、こちらは旧大宮市地域を中心とした活動を行っている事もあり、通常の浦和フットボール通信では扱われない。ただし、さいたまダービーなどを前にした時期には、特集で大宮アルディージャが取り上げられる事がある。

### 他誌との差異
浦和レッズは2007年シーズンにおける主催試合の年間観客動員数が108万6668人、J1リーグ戦での1試合平均入場者数は4万6667人 という、Jリーグで最も人気の高いクラブとなっている。そのため、浦和レッズを主題とした雑誌はいくつか存在しており、新規参入組の浦和フットボール通信は他誌との差別化を図っている。
浦和レッズ関連の雑誌として広く知られているのは、クラブが自ら製作し、公式戦の主催試合に合わせて発行する「浦和レッドダイヤモンズ・オフィシャル・マッチデー・プログラム」(MDP)である。MDPは試合が行われるスタジアムで定価300円で販売され、試合前に読まれる事を想定して、前節や前々節の試合解説や当日の試合展望、選手・クラブスタッフのインタビューに重点を置くのに対し、浦和フットボール通信はフリーペーパーとして無料で配布されている。クラブ関係者以外へのインタビューに力を入れ、「レッズやサッカーを支える浦和の人々」に光を当てている。浦和レッズは主催試合開催スタジアム内での浦和フットボール通信配布を許可していないが、浦和フットボール通信社は観客の多くが通る最寄り駅（浦和駅、浦和美園駅など）で同誌の無料配布を試合開始前に行い、購読希望者が容易に手に取れるような工夫を行っている。
また、商業誌としてはフロムワン発行（発売はアスペクト→朝日新聞出版）の「浦和レッズマガジン」が2006年3月に創刊されている。浦和レッズの公式雑誌をうたい、選手のインタビュー記事を軸にしながら、他チームに所属する元浦和レッズ関係者へのインタビュー、練習場やユース・レディースチームのレポートなども加わっている。大きな版形を利用した美しい写真も掲載し、さいたま市内をはじめとした全国の書店において定価600円で販売している。一方、浦和フットボール通信では、浦和レッズの紹介にも力を入れつつ、浦和レッズの主催試合を観戦する地域住民にとって有意義な生活情報を提供し、サッカーと日常生活の融合に視点を置いている。また、浦和レッズサポーター以外への読者拡大を図り、埼玉県内のコンビニエンスストアでの配布も行っている。
浦和レッズを主題とした雑誌としては、Jリーグのリーグ戦が開始された1993年に「アールズ・ラ・ボンバ」が創刊されたが、続く「RED WIN」とともに休刊に追い込まれた過去がある。浦和フットボール通信では本誌をフリーペーパーとし、タウン情報の要素を強めてスポンサー企業からの広告収入で企業経営を行う方式を採った。現在これは順調に機能し、同誌の定期発行が続いているが、収入が限られるため、ページ数などの情報量はかつての2誌よりも少ない。

## 特集
- 第1号（2007年3月発行）- アジア発、浦和レッズ迎撃指令。
- 第2号（2007年4月発行）- ホームタウンの才能はどこへ行くのか？
- 第3号（2007年5月発行）- 夢のさいたまダービー
- 第4号（2007年6月発行）-「宿敵静岡」
- 第5号（2007年7月発行）-「赤い悪魔アジア行軍図鑑」
- 第6号（2007年8月発行）- 蹴都マンチェスターの光と影
- 第7号（2007年9月発行）- 浦和レッズの幸福2007
- Special号（2007年9月発行）- 韓国・全北現代戦増刊「THE MATCH9.26」
- 第8号（2007年10月発行）- ダービーのURAWAを歩く
- 第9号（2007年11月発行）-「赤い悪魔アジア行軍図鑑PART2」
- 第10号（2007年12月発行）- 今宵、URAWAでフットボールに乾杯！
- 第11号（2008年1月発行）- 埼玉サッカー100周年URAWA CLASSIC
- 第12号（2008年2月発行）- 高校サッカー王座奪還計画
- 第13号（2008年3月発行）- 2008年のレッズを展望する。
- 第14号（2008年4月発行）- 浦和　大宮　さいたまダービー2008
- 第15号（2008年5月発行）- 浦和レッズ　その進むべき道
- 第16号（2008年6月発行）- 都市が育むフットボール.1「URAWAが生んだフォトジャーナリストの足跡 清水和良」
- 第17号（2008年7月発行）- 都市が育むフットボール.2「ライター海江田哲郎と語るアジアのホームタウン構想」
- 第18号（2008年8月発行）- 都市が育むフットボール.3「股旅フットボールURAWA編 宇都宮徹壱」
- 第19号（2008年9月発行）- 浦和レッズ アジアの戦いへ
- 第20号（2008年10月発行）- ACLレッズサポーター、クウェート激闘録
- 第21号（2008年11月発行）- 浦和レッズユース、高円宮杯2008制覇！夢の象徴未来型レッズ。
- 第22号（2008年12月発行）- 重鎮が語るURAWAのサッカー像　横山謙三、デットマール・クラマー
- 第23号（2009年1月発行）- シーズン08に贈るモノローグ福永泰　「浦和レッズの軸を創れ。」
- 第24号（2009年2月発行）- 連載提言 URAWAがレッズにできること　Vol.1相良純真
- 第25号（2009年3月発行）- 連載提言 URAWAがレッズにできること　Vol.2レッドダイヤモンズ後援会スチュワード 佐藤亜紀子
- 第26号（2009年4月発行）- 連載提言 URAWAがレッズにできること　最終回「私がレッズに伝えたかった"URAWA"」上野晃(アナウンサー）
- 第27号（2009年5月発行）- 浦和が悪魔。大宮が女神。清雲栄純「さいたまダービー」への想いを語る。
- 第28号（2009年6月発行）- 新星たちの原点　少年団の現況を語る。町田隆治(前FC浦和監督）長見淳（浦和サッカー評議会技術委員長）吉川政男（北浦和サッカースポーツ少年団 団長）
- 第29号（2009年7月発行）- 阿部敏之が語るホームタウンの記憶　僕が過ごした「URAWA時代」
- 第30号（2009年8月発行）- 連載提言　レッズよ、自らのサッカーを創れ　第1回　河野正
- 第31号（2009年9月発行）- 連載提言　レッズよ、自らのサッカーを創れ　第2回　大住良之
- 第32号（2009年10月発行）- 連載提言　レッズよ、自らのサッカーを創れ　第3回　島崎栄純
- 第33号（2009年11月発行）- URAWAは、あの日を忘れない。Remember11.27
- 第34号（2009年12月発行）- 浦和南高校“三冠”達成40周年企画　松本暁司が語る　赤き血のイレブンの時代
- 第35号（2010年1月発行）-「田島中トリオ」、20年目の再会。内舘秀樹×室井市衛×阿部敏之
- 第36号（2010年3月発行）- 行こうぜ！浦和レッズ！俺たちと共に。それぞれの開幕戦。
- 第81号（2020年3月発行）- 変革元年を掲げた浦和レッズは、生まれ変わることができるのか？
- 第82号（2020年6月発行）- The Boys are Back in Town＠URAWA　URAWAを盛り上げ、スタジアムへ戻ろう！
- 第83号（2020年9月発行）- 浦和レッズ2020 コロナ禍をいかに戦い抜くか
- 第84号（2020年11月発行）- 赤き血のイレブンよ 戦い抜け！　水沼貴史（サッカー解説者）インタビュー
- 第85号（2020年12月発行）-「きみのて」それから  宇賀神友弥（NPO法人Effort & Dream理事）インタビュー
- 第86号（2021年3月発行）- 浦和レッズは上昇曲線を描くことが出来るか
- 第87号（2021年5月発行）- 浦和レッズ６億円赤字の衝撃

## 媒体情報
- 発行者 - 株式会社フットボールタウン
- 発行人 - 椛沢佑一
- 編集長 - 椛沢佑一
- 頻度 - 季刊発行（3月、6月、9月、11月予定）
- 価格 - 無料
- 発行部数 - 10,000部
- 版形 - B6判
- ページ数 - 16ページ
- 発行エリア - さいたま市内を中心とした店舗
- ラック設置箇所 - 図書館、観光案内所、飲食店、書店、アパレル店舖、等